# تحكم ذكي
التحكم الذكي (بالإنجليزية: Intelligent control)‏ هو فئة من تقنيات التحكم التي تستخدم أساليب حوسبة الذكاء الاصطناعي المختلفة، مثل الشبكات العصبية الاصطناعية واحتمال بيشان والمنطق الضبابي والتعلم الآلي والتعلم المعزِّز والتحسيب التطوري والخوارزميات الوراثية.

## لمحة عامة
يمكن تقسيم التحكم الذكي إلى مجالات فرعية رئيسة كالآتي:
- تحكم التعليم المعزِّز
- تحكم الشبكة العصبية
- تحكم التعلم الآلي
- تحكم احتمال بيشان
- تحكم بالمنطق الضبابي
- تحكم النظام العصبي الضبابي
- تحكم النظام الخبير
- تحكم الخوارزميات الوراثية

يتم إنشاء تقنيات تحكم جديدة بشكل مستمر، حيث يتم إنشاء نماذج جديدة للسلوك الذكي وطرق حسابية لدعمها.

### تحكم الشبكة العصبية
اُستُخدمَت الشبكات العصبية لحل المشاكل في جميع مجالات العلوم والتقنية تقريبًا. وينطوي التحكم في الشبكة العصبية بشكل أساسي على خطوتين:
1. التعرف على النظم
2. التحكم

لقد ثبت أن شبكة التغذية الأمامية مع وظائف التنشيط غير الخطية والمستمرة والمتميزة لديها قدرة تقريب عامة. كما تم استخدام الشبكات العصبيى المتكررة لتحديد النظم. بالنظر إلى مجموعة من أزواج البيانات المُدخلة والمُخرجة، التعرف على النظم يهدف إلى تشكيل رسم روابط (Mapping) بين أزواج البيانات هذه. من المفترض أن تلتقط هذه الشبكة ديناميكيات النظم. أما بالنسبة لجزء التحكم، فقد أظهر تحكم التعليم المعزِّز العميق قدرته على التحكم في الأنظمة المعقدة.

### تحكم بيشان
أنشأ احتمال بيشان عددًا من الخوارزميات التي تُستخدَم بشكل شائع في العديد من نظم التحكم المتقدمة والتي تعمل بوصفها مقدر لفضاء الحالة لبعض المتغيرات المستخدمة في وحدة التحكم.
يعد مرشح كالمان ومرشح الجسيمات مثالين لمكونات التحكم البيشاني الشائع. نهج بيشان للتحكم في التصميم يتطلب جهدًا عاليًا في اشتقاق ما يسمى بنموذج النظام ونموذج القياس وهي العلاقات الرياضية التي تربط متغيرات الحالة بقياسات المستشعر المتاحة في النظام الخاضع للرقابة. في هذا الصدد، يرتبط ارتباطًا وثيقًا بالنهج النظري للنظم للتحكم في التصميم.

## طالِع أيضًا
- اختيار الفعل
- أثر الذكاء الاصطناعي
- تطبيقات في الذكاء الاصطناعي
- تقريب الدوال

### القوائم
- قائمة التقنيات التكنولوجية التي نشأت حديثًا
- لمحة عامة عن الذكاء الاصطناعي

## طالِع كذلك
- جيفري ت. سبونر، مانفريدي ماجيوري، راؤول أورد وانز وكيفين إم باسينو، «التحكم والتقدير التكيفي المستقر للأنظمة غير الخطية: تقنيات التقارب العصبية والغامضة» ، جون وايلي وأولاده، نيويورك
- ج. أ. فارل، م. م. بولكاربو (2006). التحكم القائم على التقريب التكيفي: توحيد مناهج التقريب التكيفية العصبية، الغامضة والتقليدية. دار وايلي. ISBN:978-0-471-72788-0.
- ج. شرام (1998). التحكم الذكي في الطيران - نهج منطقي غامض. دار تو دلفت. ISBN:90-901192-4-8.